# Läsbarhetsindex
Läsbarhetsindex (LIX) är ett mått på en texts svårighetsgrad. Carl-Hugo Björnsson introducerade metoden år 1968. LIX-talet beräknas efter ett system där antalet långa ord och antalet meningar i texten viktas mot antalet ord i hela texten på följande sätt:
Parametrar:
- O = antal ord i texten
- M = antal meningar i texten
- L = antal långa ord (över 6 bokstäver långa)

{\displaystyle {\textrm {LIX}}={O \over M}+{L\cdot 100 \over O}}
Formeln kan alltså förstås som antal ord per mening, adderat med procentdelen av långa ord i texten. Utifrån följande skala kan man värdera läsbarheten i en text:
| LIX-tal för texter av olika slag | LIX-tal för texter av olika slag             |
| -------------------------------- | -------------------------------------------- |
| Under 25                         | Barnböcker.                                  |
| 25 till 30                       | Enkla texter.                                |
| 30 till 40                       | Normaltext / skönlitteratur.                 |
| 40 till 50                       | Sakinformation, till exempel Wikipedia.      |
| 50 till 60                       | Facktexter.                                  |
| Över 60                          | Svåra facktexter / forskning / avhandlingar. |

Nedan följer ett räkneexempel. Den tänkta texten i exemplet har 437 ord i 21 meningar, varav 112 ord har över sex bokstäver.
{\displaystyle {(112\cdot 100) \over 437}=25,6}
{\displaystyle {437 \over 21}=20,8}
{\displaystyle {25,6}+{20,8}={46,4}={\textrm {LIX}}}